# Swami Vishnudevananda
Swami Vishnudevananda Sarasvati (nacido como Kuttan Nair; 31 de diciembre de 1927-9 de noviembre de 1993) fue un discípulo de Swami Sivananda y el fundador de los Centros Internacionales Sivananda de Yoga Vedanta. También creó el Teachers' Training Course (TTC), uno de los primeros profesorados de yoga en Occidente. Sus obras El libro del yoga (1959) —título original: The Complete Illustrated Book of Yoga— y Meditación y mantras (1978) —Meditation and Mantras— lo acreditaron como una autoridad en el hatha yoga y en el raja yoga. Vishnudevananda fue un activista por la paz y llevó a cabo «vuelos de la paz» sobre lugares de conflicto, como por ejemplo el Muro de Berlín antes de la reunificación de Alemania.

## Primeros años
Vishnudevananda nació en Kerala, al sur de la India, el 31 de diciembre de 1927. Su familia era parte de la casta Nair. Su padre era un brahmán llamado Panchanatham.
Durante su breve paso por el Ejército de la India, recibió inspiración de un panfleto titulado Sadhana Tattva —«Elementos de la práctica espiritual»—, escrito por Swami Sivananda. Viajó dos veces para conocer al autor. En la segunda visita, esperó a que Sivananda subiera las escaleras desde la orilla del Ganges hacia el ashram. Cuando Vishnudevananda no quiso postrarse ante él, Sivananda lo sorprendió y se postró ante el joven. Esta lección, la humildad, fue la primera que aprendió de su maestro.

## Formación
Vishnudevananda ingresó al ashram de Sivananda en Rishikesh en 1947, a la edad de veinte años. Tomó sannyas —es decir, se volvió un swami— en febrero de 1949. Fue el primer profesor de hatha yoga en la Sivananda Yoga Vedanta Forest Academy. Formó a estudiantes de la India y de Occidente, a la vez que continuó su propia práctica para dominar las técnicas avanzadas del hatha yoga. Swami Vishnudevananda relató que adquirió todo ese conocimiento cuando su maestro abrió su ojo de la intuición. Entre 1955 y 1956, durante un período de ausencia del secretario, Swami Madhavananda, Sivananda lo nombró para ocupar ese cargo. Durante esos años trabajó para que el templo Sri Guru Mandir fuera construido.
En las meditaciones de la tarde, solía contar la anécdota de que un día, en 1957, Sivananda puso en su mano unas diez rupias simbólicas —cerca de 0,15 USD— y le dijo que lleve las antiguas enseñanzas del yoga y del Vedanta a Occidente: «Vishnu Swami, debes ir a América. La gente está esperando que les enseñes yoga».

## Fundación de centros y ashrams
Vishnudevananda viajó por Norteamérica enseñando yoga y observando el estilo de vida occidental. Fundó el primer Centro Sivananda de Yoga Vedanta en Montreal (Canadá) en 1959. La razón es que no pudo establecerse en Estados Unidos debido a los controles de inmigración; pese a todo, en Canadá fue bien recibido y logró establecerse con sus alumnos más avanzados. Poco después, en 1961, llevó a cabo las primeras vacaciones de yoga en Val Morin (Quebec), que después se convertirían en una tradición de los centros y ashrams Sivananda. Vishnudevananda solía decir que las creó debido a que si bien sus estudiantes practicaban yoga durante la primavera, en verano dejaban de asistir a las clases porque se iban a vacacionar a las montañas. Por eso decidió llevar sus enseñanzas a donde estuvieran sus alumnos.
En febrero de 1962, Vishnudevananda vio la actual ubicación del Yoga Camp en Val Morin e intuitivamente decidió situarlo en la zona más frondosa del bosque, cerca de las montañas Laurentides. Allí Marcia Moore, una de sus estudiantes estadounidenses, abrió el Centro Sivananda de Yoga Vedanta, el 9 de septiembre de dicho año. Más adelante, se expandió y actualmente incluye numerosos templos, un salón de yoga, casas para huéspedes y oficinas, una piscina de natación y un sauna.
En 1967, Vishnudevananda fundó el Sivananda Ashram Yoga Retreat en Bahamas. En 1971 fundó, en Grass Valley (California) el Sivananda Ashram Yoga Farm. Inauguró un cuarto ashram en Woodbourne (Nueva York), cerca de las montañas de Catskill, en 1974. Entre 1972 y 1974 abrió centros en lugares como Toronto, Viena, Los Ángeles, Nueva Zelanda, Munich, Ginebra, Madrid y Montevideo. En 1978 fundó otro ashram, esta vez en Neyyar Dam (Kerala), en la India. También estableció un pequeño ashram sobre los Himalayas, Sivananda Kutir, en Netala, en las afueras del distrito de Uttarkashi y sobre la ribera del Ganges, en 1991. Ese fue el sitio del jala-samadhi de Vishnudevananda —ahogamiento sagrado—.

## Misiones de paz

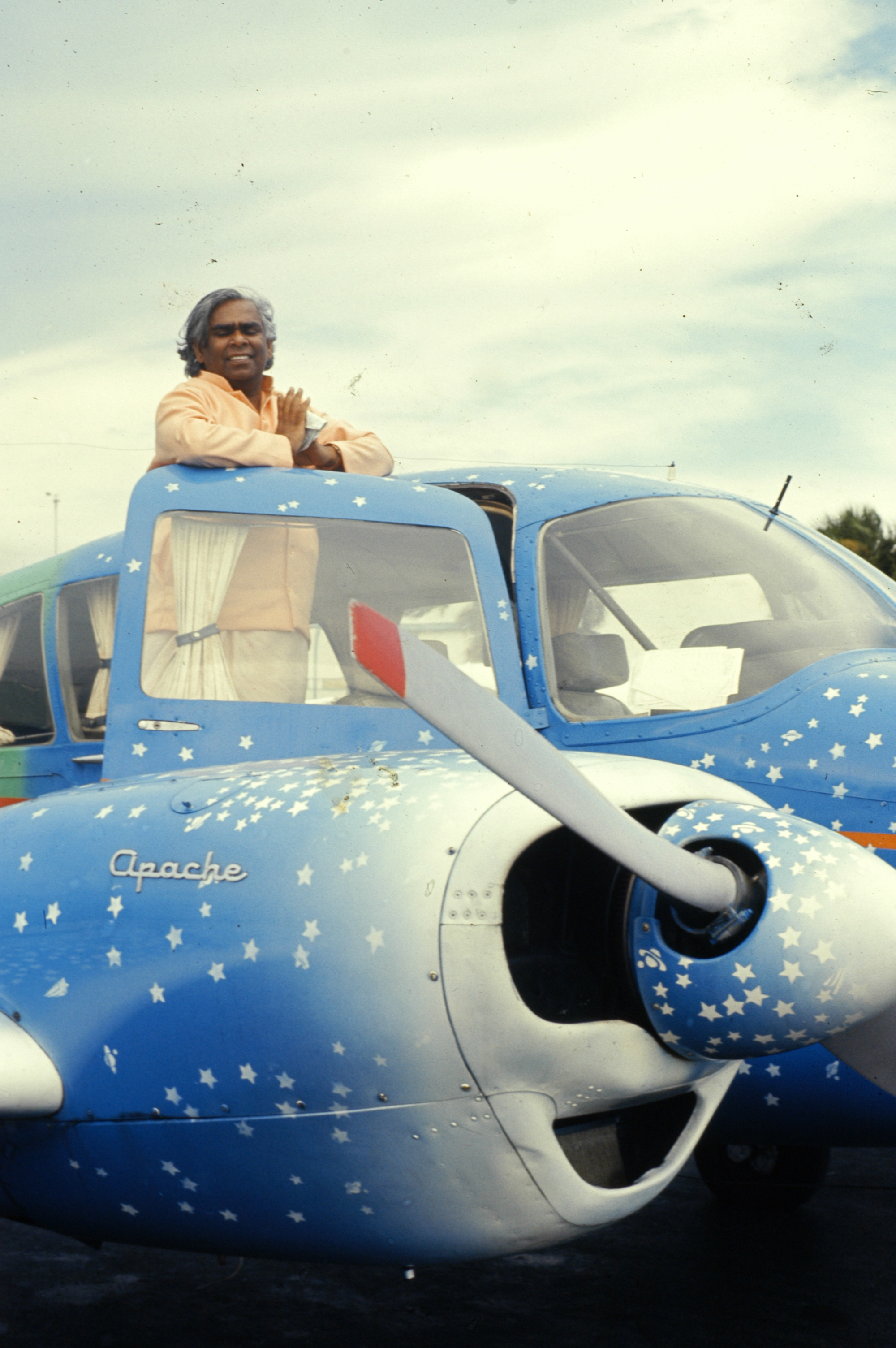
Vishnudevananda como el «swami volador», junto a su Apache pintado por Peter Max.

Ante una visión del mundo en peligro, Vishnudevananda comenzó sus misiones de paz. Su primera acción fue crear el Sivananda Yoga Teachers' Training Course (TTC) en 1969 con la finalidad de formar líderes del futuro y ciudadanos del mundo responsables y conocedores de las disciplinas del yoga. Más tarde llevó a cabo vuelos hacia los lugares más conflictivos del mundo, con lo que se ganó el apodo de «el swami volador» o «el guru volador» —the flying swami/guru—.
El 30 de agosto de 1971 Vishnudevananda voló desde Boston hasta Irlanda del Norte en su avión de la paz, un Apache bimotor monoplano pintado por el artista Peter Max. Su mensaje vedántico, «el hombre es libre como un pájaro», buscaba desafiar todas las fronteras físicas y mentales creadas por el hombre. Después de aterrizar se le unió el actor Peter Sellers y los dos caminaron por las calles de Belfast cantando una canción llamada «Love Thy Neighbor as Thyself» —«Ama a tu vecino como a ti mismo»—. Más tarde, ese mismo año, el 6 de octubre, despegó con su copiloto Bren Jacobson, quien lo había acompalado durante todo el viaje, desde Tel Aviv para sobrevolar todo el Canal de Suez y fue amenazado por aviones israelíes. Lo mismo les pasó con la Fuerza Aérea de Egipto al otro lado del Canal. Continuó hacia el este, para «bombardear» Pakistán y la India con flores y panfletos de paz.
El 15 de septiembre de 1983 Vishnudevananda sobrevoló el Muro de Berlín desde el Oeste al Este, en una misión muy publicitada y muy peligrosa para promover la paz. Vishnudevananda volvió a la ciudad cuando el muro había caído, en 1989, para un festival de la paz y tuvo un breve encuentro con Egon Krenz, el líder de Berlín del Este, para agradecerle que los eventos se desarrollaron de forma pacífica.
En 1984, Vishnudevananda y sus estudiantes viajaron por la India en un autobús de dos pisos para concientizar a los indios acerca de las tradiciones antiguas del yoga. En febrero intentó mediar entre las facciones hindúes y sijistas en Amritsar; entró al Templo Dorado para hablar con los líderes sijistas que se habían asilado allí.
A lo largo de los años, Vishnudevananda se reunía regularmente con otros líderes religiosos y espirituales para promover el diálogo interreligioso y la comprensión. Organizaba simposios todos los años con temáticas como el yoga y la ciencia, las posibilidades de la mente, la vida sustentable y el desarme nuclear. Vishnudevananda falleció el 9 de noviembre de 1993. Su cuerpo fue arrojado al Ganges en Sivananda Kutir, bajo el rito de jala-samadhi.

## Legado
Vishnudevananda condensó las enseñanzas del yoga clásico en cinco principios: ejercicio adecuado —las asanas—, respiración adecuada —pranayama—, relajación adecuada —shavasana—, dieta adecuada —lactovegetariana— y meditación y pensamiento positivo —filosofía vedanta—. Hizo una analogía con las partes de un automóvil, debido a que observó que los occidentales cuidaban más de su coche que de su cuerpo: según esta, el ejercicio adecuado es como un lubricante; la respiración adecuada es como la batería; la relajación adecuada es como el sistema de enfriamiento; la alimentación es como el combustible, y el pensamiento adecuado y la meditación mantienen al conductor en buen estado. Según Vishnudevananda, el yoga es «una ciencia completa de la autodisciplina». Su lema es «la salud es riqueza, la paz mental es felicidad, el yoga muestra el camino» —Health is wealth, peace of mind is happiness, yoga shows the way—.
También es conocido por ser quien introdujo a The Beatles en el yoga durante la década de 1960, mientras filmaban la película Help! en Bahamas. Sin embargo, los miembros de la banda acabaron por seguir a Maharishi, de quien Vishnudevananda dijo que transmitía un «yoga diluido».

## Acusaciones de abuso
En 2019, Swami Vishnudevananda fue acusado de haber cometido abusos sexuales contra Julie Salter, quien trabajó como su asistente personal durante 11 años en los Centros Internacionales de Yoga Sivananda. En una publicación pública en Facebook, Salter afirmó haber sido sometida a trabajo excesivo, privación de sueño, y a situaciones de abuso de poder, además de denunciar que Vishnudevananda la había abusado sexualmente durante tres años. Su testimonio desató una polémica dentro de la comunidad de seguidores de Vishnudevananda, generando críticas a la organización por seguir reverenciando su imagen. Varias exalumnas y alumnos exigieron que se retiraran los retratos de Vishnudevananda de los altares y salas de práctica de yoga en los centros.
El testimonio de Salter llevó a que otras mujeres también presentaran sus propias denuncias de abuso sexual contra Vishnudevananda. Pamela Kyssa, en la misma publicación de Facebook, afirmó que Vishnudevananda la violó en 1974. Ante estas declaraciones, la Junta Directiva de los Centros Internacionales de Yoga Sivananda emitió un comunicado expresando su consternación por las acusaciones y se disculpó por no haber creído a Salter cuando presentó una denuncia similar en 2007. La organización prometió llevar a cabo una investigación independiente sobre las acusaciones, sin embargo, la misma fue suspendida en febrero de 2020, pocas horas antes de que Salter y otras mujeres tuvieran que presentar sus testimonios ante la investigadora designada, Marianne Plamondon, alegando razones financieras.
Salter, junto con otras 14 mujeres, compartieron sus experiencias de abuso con la periodista de la BBC y profesora de yoga Sivananda, Ishleen Kaur, en un podcast que detalla los casos de coerción y abuso sexual en el entorno de los gurús de yoga.

### Investigación del Proyecto SATYA
El Proyecto SATYA fue creado por Angela Gollat, Antonia Abu Matar y Jens Augspurger como un espacio de apoyo a las sobrevivientes y para discutir las acusaciones contra Vishnudevananda y otros miembros de los Centros Sivananda. El proyecto criticó la falta de transparencia en el manejo de las acusaciones por parte de la organización, que inicialmente solo investigó las denuncias contra el director de los ashrams de Canadá e India. El director fue suspendido, pero los resultados de esa investigación nunca se hicieron públicos.
En febrero de 2020, los administradores del Proyecto SATYA iniciaron su propia investigación independiente, financiada por la comunidad, y encargaron a las investigadoras Carol Merchasin y Josna Pankhania llevar a cabo la indagación centrada en las sobrevivientes. Durante el curso de la investigación, que se extendió hasta noviembre de 2020, recibieron decenas de denuncias y entrevistaron a más de 60 personas. El tercer informe, publicado en noviembre de 2020, detalló cuatro acusaciones de abuso sexual contra Vishnudevananda, así como otras 31 denuncias de abuso sexual y otros tipos de maltrato por parte de miembros del personal de los centros Sivananda.

## Obra
- Swami Vishnudevananda (2001). Meditación y mantras. Madrid: Alianza Editorial. ISBN 8420672645.
- Swami Vishnudevananda (2003). El libro del yoga. Madrid: Alianza Editorial. ISBN 8420639419.